# Rimantas Remeika
Rimantas Remeika (* 1. August 1962 in Sereikiai, Rajongemeinde Šiauliai) ist ein litauischer Politiker.

## Leben
Nach dem Abitur 1980 an der Mittelschule Pakruojis absolvierte er 1985 das Diplomstudium der Pädagogik für technische Arbeiten am Vilniaus valstybinis pedagoginis institutas und 1996 das Masterstudium an der Vilniaus pedagoginis universitetas.
Von 1985 bis 1989 arbeitete er als Lehrer in der Rajongemeinde Švenčionys. Von 1993 bis 1995 war er Mitglied im Rat der Rajongemeinde Vilnius und von 2000 bis 2003 im Stadtrat Vilnius. 
Von 2004 bis 2008 war er Mitglied im Seimas, ausgewählt in Justiniškės.
Ab 1989 war er Mitglied von Sąjūdis und ab 1994 von Lietuvos centro sąjunga.